# Deutsches Meisterschaftsrudern 2013
Das 124. Deutsche Meisterschaftsrudern wurde 2013 in Duisburg und Münster ausgetragen. Insgesamt gab es 17 Medaillenentscheidungen. Dabei wurden in insgesamt 10 Bootsklassen bei den Männern und 7 bei den Frauen Deutsche Meister ermittelt.
In diesem Jahr wurden einige der 2011 eingeführten Änderungen rückgängig gemacht: So wurden die Klein- und Großboot-Meisterschaften wieder getrennt ausgetragen. Außerdem durften in den Großbootklassen wieder nur Vereinsmannschaften antreten, Renngemeinschaften waren nur im Zweier ohne Steuermann bzw. Steuerfrau zugelassen. Darüber hinaus wurden fünf Wettbewerbe gestrichen: Bei den Männern waren dies der Vierer mit, der Leichtgewichts-Doppelvierer ohne und der Leichtgewichts-Achter, bei den Frauen der Vierer ohne und der Leichtgewichts-Vierer ohne. Mit Ausnahme des Vierers ohne Steuerfrau waren diese Wettbewerbe erst 2011 wiedereingeführt worden, nach zwei Jahren fielen sie wieder weg.

## Medaillengewinner

### Männer
| Bootsklasse                           | Gold | Silber | Bronze |
| ------------------------------------- | --- | --- | --- |
| Einer                                 | Marcel Hacker (RC Magdeburg) | Karl Schulze (USV TU Dresden) | Lauritz Schoof (Rendsburger RV) |
| Doppelzweier                          | RC Potsdam Hans Gruhne Tom Christofzik | Crefelder RC 1883 Jonathan Rommelmann Marc Benger | ARC zu Münster Michael Weppelmann Christian Vennemann |
| Zweier ohne Steuermann                | Rgm. RTHC Bayer Leverkusen / Berliner Ruder-Club Anton Braun Felix Drahotta                                                                          | Rgm. Pirnaer RV 1872 / Hallesche Rvg. Böllberg-Nelson Philipp Naruhn André Sieber                                                                                  | Rgm. RV Treviris 1921 Trier / RC Bergedorf Richard Schmidt Eric Johannesen                                                                                                   |
| Doppelvierer                          | Stuttgarter RG von 1899 Christian Löffler Moritz Korthals Maximilian Hess Benjamin Bogenschütz                                                       | Mainzer RV von 1878 Georg Schafft Christian Scherhag Jonathan Koch Christoph Thiem                                                                                 | Berliner Ruder-Club Olaf Beckmann Dirk Thiele Jan-Willem Heim Jörg Schulze                                                                                                   |
| Vierer ohne Steuermann                | Frankfurter RG Germania 1869 Alexander Usen Jan Kruppa Moritz Bock Sascha Robertson                                                                  | RV Saarbrücken Tobias Franzmann Jochen Kühner Martin Kühner Jost Schömann-Finck                                                                                    | RC Hansa Dortmund Kai Hagenbucher Maximilian Johanning Michael Schirmer Christopher Menne                                                                                    |
| Achter                                | Berliner RC Richard Lorenz Willy Lange Clemens Kuhnert Andreas Kuffner Eric Knittel Maximilian Korge Anton Braun Bastian Bechler Martin Sauer (Stm.) | RTHC Bayer Leverkusen Heiner Schwartz Fabian Weiler Dennis Hartung Dominic Imort Felix Krane Felix Drahotta Toni Seifert Thorsten Jonischkeit Nils Hoffmann (Stm.) | Karlsruher RV Wiking Christoph Reichelt Maximilian Detmer Heiko Gulan Andreas von Borstel Simon Gessler Klaus Brumann Matthias Reichelt Simon Schiml Madeleine Merdes (Stf.) |
| Leichtgewichts-Einer                  | Lars Hartig (Friedrichstädter RG von 1926) | Jason Osborne (Mainzer RV von 1878) | Konstantin Steinhübel (ARC Würzburg) |
| Leichtgewichts-Doppelzweier           | Stuttgarter RG von 1899 Florian Roller Mathias Mages                                                                                                 | Karlsruher RV Wiking Felix Kottmann Cedric Kulbach | RC Hansa Dortmund Lars Knipschild Jan Knipschild |
| Leichtgewichts-Zweier ohne Steuermann | Rgm. Friedrichstädter RG von 1926 / RC Allemannia von 1866 Hamburg Yannic Corinth Lars Wichert                                                       | RC Allemannia von 1866 Hamburg Torben Neumann Can Temel | Rgm. Heidelberger RK 1872 / RC Rheinfelden Christopher Herpel Philipp Birkner                                                                                                |
| Leichtgewichts-Vierer ohne Steuermann | RC Allemannia von 1866 Hamburg Jonas Briese Jannik Olsson Lasse Werder Christopher Wetekamp                                                          | ARC zu Münster Lars Heinicke Moritz Koopmann Thorsten Ludewig Tobias Pahl                                                                                          | Keine weiteren Boote am Start. |

### Frauen
| Bootsklasse                 | Gold | Silber | Bronze                                                                                |
| --------------------------- | --- | --- | ------------------------------------------------------------------------------------- |
| Einer                       | Annekatrin Thiele (SC DHfK Leipzig) | Carina Bär (Heilbronner RG Schwaben) | Julia Richter (RK am Wannsee Berlin)                                                  |
| Doppelzweier                | RV Saarbrücken Nina Wengert Anja Noske | Frankfurter RG Germania 1869 Lenka Wech Christiane Huth | RV Hellas Offenbach Anna Henkel Katrin Martin                                         |
| Zweier ohne Steuerfrau      | Rgm. Crefelder RC 1883 / Ulmer RC Donau Kerstin Hartmann Marlene Sinnig                                                                                       | Rgm. Rostocker RC von 1885 / RTHC Bayer Leverkusen Kathrin Marchand Julia Lepke                                                                                        | Rgm. Hanauer RG 1879 / Essen-Werdener RC Lisa Kemmerer Ronja Schütte                  |
| Doppelvierer                | RV Saarbrücken Anne Beenken Anja Noske Nina Wengert Eva Brünnen                                                                                               | RV Hellas Offenbach Anna Henkel Katrin Martin Elisabeth Ursprung Robina Wagner                                                                                         | Frankfurter RG Germania 1869 Lenka Wech Christiane Huth Katrin Thoma Stephanie Primus |
| Achter                      | Crefelder RC 1883 Mona Benger Theresa Lomertin Johanna te Neues Marisa Staelberg Nadine Schmutzler Marlene Sinnig Sara Davids Miriam Davids Leoni Lier (Stf.) | Heidelberger RK 1872 Katlehn Rodewald Katrin Reinert Gesine Thiessen Silke Günther Anna Schmidt Sandra Luptowitsch Franziska Heck Katharina Fricke Anjali Magin (Stf.) | Keine weiteren Boote am Start.                                                        |
| Leichtgewichts-Einer        | Lena Müller (Ulmer RC Donau) | Wiebke Hein (Potsdamer RC Germania) | Fabienne Knoke (Kettwiger RG von 1906)                                                |
| Leichtgewichts-Doppelzweier | RV Hellas Offenbach Elisabeth Ursprung Robina Wagner | Bremer RV von 1882 Lisa Baues Melanie Baues | Mannheimer RV Amicitia 1876 Bettina Haueisen Verena Moster                            |